# Nikolaos Balànos
Nikolaos Balànos (Atene, 1860 – Atene, 22 settembre 1943) è stato un architetto greco.
Direttore dei lavori di restauro del Partenone dal 1895, fu dal 1911 al 1930 funzionario per l'architettura al ministero della pubblica istruzione.